# Puchar Interkontynentalny w Lekkoatletyce 2010 – rzut dyskiem mężczyzn
Rzut dyskiem mężczyzn – jedna z konkurencji rozegranych podczas pucharu interkontynentalnego w Splicie. Dyskobole rywalizowały 5 września – drugiego dnia zawodów. 

## Rezultaty
| WR - rekord świata \| CR - rekord imprezy \| NR - rekord kraju \| AR - rekord kontynentu                       |
| SB - najlepszy wynik w sezonie \| WL - najlepszy tegoroczny wynik na listach światowych \| PB - rekord życiowy |

| Poz. | Zawodnik              | Reprezentacja  | #1    | #2    | #3    | #4    | Rezultat |
| ---- | --------------------- | -------------- | ----- | ----- | ----- | ----- | -------- |
| 1.   | Robert Harting        | Europa         | 65.52 | 66.85 | 66.07 | x     | 66.85    |
| 2.   | Benn Harradine        | Azja i Oceania | 64.72 | 66.45 | 64.90 | 65.20 | 66.45 AR |
| 3.   | Ehsan Hadadi          | Azja i Oceania | 57.54 | 63.41 | 64.55 | 62.30 | 64.55    |
| 4.   | Piotr Małachowski     | Europa         | 62.86 | 62.76 | 64.20 | x     | 64.20    |
| 5.   | Jason Young           | Ameryka        | 59.00 | 59.32 | x     | 61.33 | 61.33    |
| 6.   | Jorge Fernández       | Ameryka        | 58.60 | 60.73 | x     | 61.18 | 61.18    |
| 7.   | Omar Ahmed El Ghazaly | Afryka         | 59.08 | 59.87 | 59.17 | 60.00 | 60.00    |
| 8.   | Victor Hogan          | Afryka         | 54.86 | x     | x     | x     | 54.86    |